# توماس كونيس
توماس كونيس (بالهولندية: Thomas Koenis)‏ مواليد 11 ديسمبر 1989، هو لاعب كرة سلة هولندي يلعب مع فريق دونار لكرة السلة في الدوري الهولندي لكرة السلة ويحمل الرقم 15. مثّل منتخب هولندا لكرة السلة.

## روابط خارجية
- توماس كونيس على موقع الاتحاد الدولي لكرة السلة (الإنجليزية)
- توماس كونيس على موقع كرة السلة الأوروبية.كوم (الإنجليزية)
- توماس كونيس على موقع ريلجم (الإنجليزية)
- توماس كونيس على موقع بروبوليرز (الإنجليزية)
- توماس كونيس على موقع سبورتس رفرنس (الإنجليزية)